# كليمنت السابع

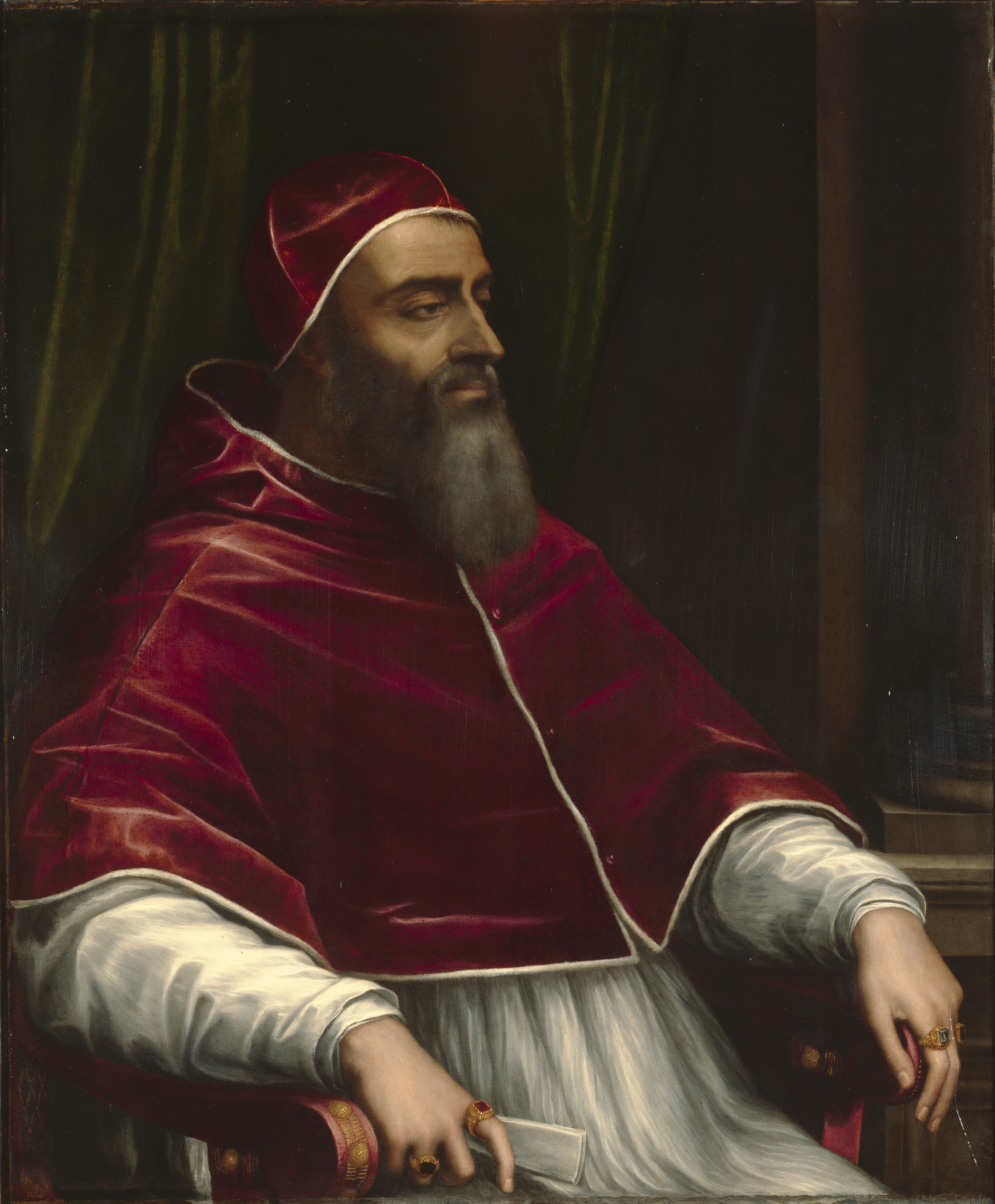
كليمنس السابع

كليمنس السابع (Clemens VII) ، وُلد باسم جوليو دي جوليانو دي ميديشي (فلورنسا، 26 مايو 1478 - روما، 25 سبتمبر 1534) ، أحد أعضاء عائلة ميديشي الفلورنسي، بابا الكنيسة الكاثوليكية التاسع عشر بعد المئتين من عام 1523 حتى موته. حدث في عهد كليمنت السابع، الذي يُعتبر "أكثر البابوات تعاسة"، سلسلة متوالية من الصراعات السياسية والعسكرية والدينية - التي طالت فترة طويلة - والتي كان لها عواقب بعيدة المدى على المسيحية والسياسة العالمية.
انتخب كليمنت عام 1523 في نهاية عصر النهضة الإيطالية، وتبوأ منصب البابوية بسمعة جيدة كرجل دولة. كان قد عمل كمستشار رئيسي للبابا ليو العاشر (1513-1521)، والبابا أدريان السادس (1522-1523)، وحظي بالثناء بصفته غران مايسترو من فلورنسا (1519-1523). تولي قيادة الكنيسة الكاثوليكية في وقت شهدت فيه أزمة، مع انتشار الإصلاح البروتستانتي؛ حيث كانت الكنيسة على وشك الإفلاس، إلى جانب الجيوش الأجنبية الكبيرة التي غزت إيطاليا، وحاول كليمنت في البداية توحيد العالم المسيحي من خلال صنع السلام بين العديد من القادة المسيحيين الذين كانوا على خلاف. حاول لاحقًا تحرير إيطاليا من الاحتلال الأجنبي، معتقدًا بأنها تُهدد حرية الكنيسة.
أحبط الوضع السياسي المعقد في عشرينيات القرن الخامس عشر جهود كليمنت. حيث ورث تحديات غير مسبوقة، بما في ذلك الإصلاح البروتستانتي لمارتن لوثر في شمال أوروبا؛ وصراع كبير على السلطة في إيطاليا بين أقوى ملوك أوروبا، وهما شارلكان رأس الإمبراطورية الرومانية المقدسة وفرانسوا الأول ملك فرنسا، وطالب كل منهما البابا باختيار جانب؛ والغزو التركي لأوروبا الشرقية بقيادة السلطان سليمان القانوني، كما وتفاقمت مشاكل كليمنت بسبب طلاق ملك إنجلترا هنري الثامن، مما أدى إلى انفصال إنجلترا عن الكنيسة الكاثوليكية؛ وفي عام 1527، توترت العلاقات مع الإمبراطور شارلكان، مما أدى إلى احتلال روما، والذي سُجن خلاله البابا. بعد هروبه من الحبس في قلعة سانت أنجلو، تعرض كليمنت - مع وجود عدد قليل من الخيارات الاقتصادية أو العسكرية أو السياسية المتبقية - للخطر لاستقلال الكنيسة وإيطاليا بالتحالف مع سجانيه السابق شارلكان.
على النقيض من حبريته المعذبة، تشير المصادر التاريخية بأنّ كليمنت كان شخصًا محترمًا ومخلصًا، وكان لديه "شخصية كريمة"، و"مهارات كبيرة في كل من اللاهوت والعلوم"، ربما يكون كليمنت السابع، في أوقات السكون، أدار السلطة البابوية بسمعة عالية وازدهار "يُحسد عليه". ولكن مع كل رؤيته العميقة في الشؤون السياسية لأوروبا، لا يبدو أن كليمنت قد فهم الموقف المتغير للبابوية "فيما يتعلق بالدول القومية الناشئة في أوروبا والبروتستانتية.
ترك كليمنت إرثًا ثقافيًا مهمًا في تقليد آل ميديشي في رعاية الفنون والعلوم. وقد كلف أعمال فنية لرافائيل وبنفينوتو تشيليني ومايكل أنجلو، وخلال حبريته قام مايكل أنجلو في رسم الحساب الأخير في كنيسة سيستينا. وفي مسائل العلوم، اشتهر كليمنت بموافقته، في عام 1533، على نظرية نيكولاس كوبرنيكوس القائلة بأن الأرض تدور حول الشمس - قبل 99 عامًا من محاكمة جاليليو جاليلي لأفكار مماثلة.

## الشباب
وُلد جوليو ابناً غير شرعي تمت شرعنته فيما بعد لجوليانو دي ميديشي الذي قُتِل في مؤامرة باتسي قبل شهر من ولادته من فيوريتّا لعلها ابنة أنطونيو غوريني. منذ صغره عَهد به عمه لورينزو الرائع إلى أنطونيو دا سانغالو. ثم ما ليث أن وضعه عمه تحت حمايته المباشرة. في عام 1488 تمكن من اقناع فرناندو الأول ملك أراغون أن يمنحه قيادة فرسان القديس يوحنا، وهي مصلحة مرموقة ومثمرة جداً.
سنة 1495، نتيجة للانتفاضات شعبية ضد ابن عمه بييرو، هرب من فلورنسا لاجئً أولاً إلى بولونيا، ثم إلى بيتيليانو و‌تشيتا دي كاستيلو و‌روما حيث عاش لفترة طويلة في ضيافة ابن عمه الكاردينال جوفاني، البابا لاون العاشر مستقبلاً.

## أسقف فلورنسا
انتخب أسقفاً لفلورنسا في 9 مايو 1513 من قِبل ابن عمه البابا ليو العاشر، والذي استعاد المدينة بعد هزيمة القوات الفرنسية حليفة الجمهوريين الفلورنسيين، وفي 14 أغسطس من ذلك العام دخل جوليو فلورنسا. عند وفاة ابن عمه لورينزو دوق أوربينو صار أيضاً حاكم المدينة. سواء كمطران أو كحاكم أثبت نفسه كرجل حـُكم ماهر. وغالبا ما تحصل على الرغم من المهام والبعثات الدبلوماسية نيابة عن البابا لم اهمال كبير أساقفة من أي وقت مضى وبالتعاون مع وكيل له عام بيترو اندريا غامارو يريد أن يعرف، من خلال قوائم الجرد الفردية، ووضع جميع الكنائس والمناطق الخاضعة لسلطته. في 1517 عقد السينودس من جميع رجال الدين. في غضون ما كان كاردينال شماس أُعلن كاردينال كاهن مع لقب سان كليمنس (26 يونيو 1513) ثم سان لورينزو في داماسو.
أحبط مؤامرة حيكت ضده، وكان صارماً حيال أعدائه (1522).

## روابط خارجية
- كليمنت السابع على موقع الموسوعة البريطانية (الإنجليزية)
- كليمنت السابع على موقع إن إن دي بي (الإنجليزية)